# ألفي جونز
ألفي جونز (بالإنجليزية: Alfie Jones) هو لاعب كرة قدم بريطاني في مركز الدفاع، ولد في 7 أكتوبر 1997 في برستل في المملكة المتحدة. لعب مع نادي سانت ميرين.